# Childebrand III
Pour les articles homonymes, voir Childebrand (homonymie).
Childebrand III est un comte d'Autun au IXe siècle de la famille des Nibelungides, fils probable de Nibelung II ou de Childebrand II et d'une noble de la famille des Guilhemides.

## Biographie
Il est cité en 796 comme comte d'Autun. En 827, l'empereur Louis le Pieux l'envoie avec l'abbé Hélisachar et le comte Donatus en Espagne pour ramener un comte local à l'obéissance. Il n'est plus cité par la suite, meurt avant 836, mais il est possible qu'il se soit retiré dans un monastère.
Le testament de son fils Ecchard indique qu'il possédait une villa à Perrecy dans l'Autunois, précédemment possédée par Childebrand Ier. Cela indique que Childebrand III est un probable descendant de Childebrand Ier.

## Mariage et enfants
Il épouse une certaine Dunna, dont on ne connaît que le nom. Sur des considérations onomastiques basées sur les prénoms de ses enfants, Maurice Chaume et Léon Levillain avaient émis l'hypothèse d'une fille de Guillaume de Gellone, mais l'alliance entre les Nibelungides et les Guilhemides a probablement eu lieu une génération plus tôt. Christian Settipani voit plutôt en elle une sœur d'un comte Ecchard, tué devant Toulouse en 844.
Childebrand III et Dunna ont eu pour enfants :
- Theoderic († 883), comte d'Autun de 878 à 883 et conseiller du roi Louis III[3] ;
- Eccard († 877), comte de Mâcon, de Chalon et d'Autun, fidèle de Pépin Ier d'Aquitaine, puis de Charles le Chauve et de Louis II le Bègue[4] ;
- Bernard († 872), comte d'Autun (868-872)[5] ;
- Ada, moniale à Faremoutiers[5].